# La línea de la vida (relato)
«La línea de la vida» («Life-Line» en inglés) es un cuento del autor estadounidense Robert A. Heinlein publicado en la edición de agosto de 1939 de Astounding. Fue el primer cuento publicado de Heinlein.
En España fue editado en 1955 por E.D.H.A.S.A. en un volumen recopilatorio del autor titulado El hombre que vendió la Luna.

## Argumento
El profesor Hugo Pinero, construye una máquina que predice cuánto tiempo vivirá una persona. Presentado su invento en una convención científica, es tildado de charlatán y embaucador. La invención del profesor Pinero tiene un poderoso impacto en las compañías aseguradoras, quienes llevan al profesor a los tribunales.

## Repercusión
Un párrafo en particular de «La línea de la vida» se cita a menudo en referencia a los modernos derechos de propiedad intelectual:

"Ha crecido en las mentes de ciertos grupos en este país la idea de que sólo porque un hombre o corporación haya obtenido ganancias a costa del público durante varios años, el gobierno y los tribunales están encargados de garantizar esas ganancias en el futuro, incluso ante circunstancias cambiantes y en contra del interés público. Esta extraña doctrina no está respaldada ni por la ley ni por el derecho consuetudinario. Ni las corporaciones ni los individuos tienen derecho a acudir a los tribunales y pedir que se detenga o se haga retroceder el reloj de la historia".

En el ámbito de la ciencia también es citado otro pasaje:

"Sólo hay dos maneras de formarse una opinión en ciencia. Una es el método científico; la otra, el escolástico. Se puede juzgar a partir de la experimentación, o se puede aceptar ciegamente la autoridad. Para la mente científica, la prueba experimental es lo más importante y la teoría es meramente una conveniencia en la descripción, que se desecha cuando ya no encaja. Para la mente académica, la autoridad lo es todo y los hechos se desechan cuando no encajan en la teoría establecida por la autoridad".